# Who Cares?
Who Cares? é um filme mudo norte-americano de 1919, do gênero comédia, estrelado por Constance Talmadge e Harrison Ford. Foi dirigido por Walter Edwards que costumava trabalhar com Marguerite Clark. Julia Crawford Ivers escreveu o roteiro baseado no romance de Cosmo Hamilton e seu filho James Van Trees foi diretor de fotografia do filme. É um filme perdido.
A produção foi novamente filmada em 1925 pela Columbia Pictures, como Who Cares.

## Elenco
- Constance Talmadge - Joan Ludlow
- Harrison Ford - Martin Grey
- Donald MacDonald - Gilbert Palgrave
- California Truman - Sra. Ludlow
- Spottiswoode Aitken - Sr. Ludlow
- Beverly Randolph - Alice Palgrave
- Claire Anderson - Toodles
- Gerard Alexander - Sra. Hosack
- J. Morris Foster - Howard Oldershaw
- J. Park Jones - Harry Oldershaw
- Dorothy Hagan - Irene (creditado como Dorothy Hagar)
- Tom Bates - Mordomo